# Pierre Anatole Guillon
Pierre Anatole Guillon ( * 1819 - 1908 ) fue un botánico, funcionario francés. Realizó importantes herborizaciones en el hinterland de París, con su amigo y colega francés Ernest Saint-Charles Cosson (1819-1889). Y también recolectó en el Departamento de Deux-Sèvres, y que legó al Museo de su capital: Niort, y que Jean Charles Sauzé (1815-1889) y Pierre Néhémie Maillard (1813-1883) usaron para una publicación de su flora.

## Honores

### Epónimos
- (Apiaceae) Guillonea Coss.[3]

- La abreviatura «Guillon» se emplea para indicar a Pierre Anatole Guillon como autoridad en la descripción y clasificación científica de los vegetales.[4]